# Guardia, guardia scelta, brigadiere e maresciallo
Guardia, guardia scelta, brigadiere e maresciallo é um filme de comédia produzido na Itália, dirigido por Mauro Bolognini e lançado em 1956.